# Vuelo 7100 de Manx2
El vuelo 7100 de Manx2 (NM7100) fue un vuelo regular internacional de pasajeros desde Belfast, Irlanda del Norte a Cork, República de Irlanda. El 10 de febrero de 2011 el Fairchild Swearingen Metroliner 3 que operaba la ruta se estrelló durante su tercer intento de aterrizaje en el aeropuerto de Cork, matando a seis personas de las doce que iban a bordo. El vuelo fue operado para Manx2 usando un avión alquilado de Flightline BCN de Barcelona, España. Este avión sufrió una salida de pista en Mallorca en 2004.
Este fue el accidente con mayor número de víctimas mortales de la aviación irlandesa desde el vuelo 182 de Air India. Llevó al cierre del aeropuerto y al desvío de todos los vuelos.

## Avión y tripulación
El avión fue un Fairchild Swearingen SA.227BC Metro III, c/n BC-789B, registro EC-ITP propiedad de Flightline BCN, con base en Barcelona, España. y contaba con diecinueve años de antigüedad en el momento del accidente. El 21 de mayo de 2004, se vio envuelto en un incidente durante el despegue en el aeropuerto de Palma de Mallorca cuando se salió de pista. El avión sufrió daño menores en el tren de aterrizaje y en las palas de la hélice. El avión había sido sometido en la semana previa a una revisión de mantenimiento. El avión fue alquilado de Flightline BCN.
El capitán fue Jordi Solà López, español, y el copiloto Andrew Cantle, de Inglaterra. El capitán tenía más de 1800 horas de experiencia en este tipo de aeronaves y estaba empleado por la aerolínea española Flightline BCN. Estaba efectuando uno de sus primeros vuelos comerciales para Manx2, tras haber sido promocionado recientemente de copiloto.

## Accidente
El avión volaba desde Belfast, Irlanda del Norte. salió a las 08:12 GMT y tenía previsto aterrizar a las 09:45 GMT, en Cork, donde había niebla. El intento inicial de aterrizaje en la pista 17 fue cancelado, y se intentó aterrizar en la 35. A las 09:47, el extremo del ala derecha del avión impactó con la pista durante su intento de aterrizaje final, el avión se dio la vuelta, y acabó a doscientos metros de pista invertido, saliéndose de esta e incendiándose. Seis personas murieron, incluyendo al piloto y al copiloto. Un testigo dentro de la terminal del aeropuerto sostuvo que la niebla era tan espesa que no fue posible ver el accidente. Los heridos fueron llevados al Hospital Univesitario de Cork para su tratamiento. Cuatro fueron heridos graves, mientras que otros dos presentaban una situación crítica. Como resultado del accidente, el aeropuerto de Cork fue cerrado hasta la tarde del 11 de febrero.
Martin McGuinness, el Delegado de Irlanda del Norte, reveló que tenía previsto estar en el vuelo, pero había cambiado sus planes de viaje en el último momento. McGuinness tenía previsto volar a Cork para la campaña de las elecciones generales de Irlanda, previstas para el 25 de febrero.

## Víctimas
El avión llevaba a bordo a dos tripulantes, y diez pasajeros. Los dos tripulantes y cuatro pasajeros murieron en el accidente.
| Nacionalidad | Tripulación | Plazas | Muertos | Heridos |
| ------------ | ----------- | ------ | ------- | ------- |
| Reino Unido  | 1           | 5      | 4       | 2       |
| Irlanda      | –           | 5      | 1       | 4       |
| España       | 1           | –      | 1       | –       |
| Total        | 2           | 10     | 6       | 6       |

## Investigación
La Unidad de Investigación de Accidentes Aéreos (AAIU) abrió una investigación del accidente. Las cajas negras fueron recuperadas de entre los restos. Cuatro personas de la AAIU estuvieron en la escena antes de noventa minutos tras el accidente. Ellos concluyeron la investigación preliminar de los restos ese mismo día. El AAIU fue ayudado en la investigación por la Oficina de Investigación de Accidente Aéreos en el Reino Unido y la CIAIAC de España. Flightline BCN también colaboró con la AAIU. También prestaron ayuda la FAA y la NTSB de los Estados Unidos
Los restos del avión fueron transportados a las instalaciones de examen de la AAIU en Gormanston, Co. Meath donde los investigadores iban a reconstruir el avión en la medida de lo posible. El 14 de febrero, cinco de los seis supervivientes fueron entrevistados por la AAIU.
El informe preliminar, publicado el 16 de marzo, afirmaba que el avión, dirigido por el copiloto, se había desviado del centro de pista durante la aproximación final y la tripulación decidió efectuar un tercer go-around cuatro segundos antes del impacto. El avión se balanceó a izquierda y derecha, y el ala derecha impactó a continuación en pista. Una alarma en cabina, que se creía que se trataba de la sirena de advertencia de entrada en pérdida, sonó repetidamente durante los siete segundos previos al impacto. No se descubrieron deficiencias en el avión o la infraestructura del aeródromo. La investigación continúa en curso y no se han notificado nuevos descubrimientos.
Un resumen técnico para conmemorar los 12 meses desde la tragedia (02/2012) puso de manifiesto que el avión tenía un problema en el componente de control del motor n.º 2 que estaba dando hasta un cinco por ciento más de potencia que el motor n.º 1. El AAIU registró anomalías en la potencia que daban los dos motores hasta ocho segundos antes de que el avión golpeara el suelo. El AAIU dijo que también se encontró una anomalía en la presión y los sensores de temperatura del motor n.º 2 que ayudaban a regular el control de combustible. También se identificó una pérdida en la sección de los fuelles del motor que mantendría la temperatura por debajo de lo normal y que creó un flujo de combustible incorrecto. La investigación sin embargo sigue abierta, y aún no se ha publicado el informe final.

## Consecuencias
Debido al accidente, Manx2 concluyó su contrato con Flightline BCN, por lo cual no continuó operando para Manx2.
Tras el accidente, Manx2 anunció que concluía su ruta Belfast-City/Cork el 13 de marzo de 2011.
En abril de 2011, se anunció que la EASA había iniciado un proceso con el fin de suprimir el certificado de operador aéreo de Flightline.
El 4 de mayo de 2011, el programa de BBC Radio 4 Face the Facts investigó las circunstancias del accidente. Se sostuvo que la tripulación se había saltado las regulaciones de seguridad aérea en las tres aproximaciones al descender por debajo de la altura de decisión de 200 pies antes de iniciar los procedimientos de frustrada. El 6 de mayo, la CAA del Reino Unido publicó una circular de seguridad advirtiendo a todos los operadores del Reino Unido de las nuevas reglas que rigen las aproximaciones de no precisión y las altitudes mínimas de descenso, a aplicar desde el 16 de julio de 2011.